# Quartier Latin (1928)
Quartier Latin ist ein international besetztes, deutsches Stummfilm-Liebesdrama aus dem Jahre 1928 von Augusto Genina. In den Hauptrollen sind  die Französin Gina Manès, die Italienerin Carmen Boni, die Schwedin Helga Thomas und der Ungar Iván Petrovich zu sehen. Die Geschichte basiert auf einer Vorlage von Maurice Dekobra.

## Handlung
Paris, in den 1920er Jahren. Der junge Ralph O’Connor, ein wohlhabender Mann aus gutem Hause, wird zum Künstlerball in den Stadtteil Quartier Latin eingeladen. Hier lernt er die Studentin Louisette kennen, eine talentierte Nachwuchsmalerin, in die er sich augenblicklich verliebt. Um bei ihr Chancen zu haben, gibt sich Ralph selbst als Künstler aus. Da er nicht protzen will, tut Ralph so, als sei er ein ebenso armer Hungerkünstler wie sie. Ralph hofft, dass sie sich in ihn und nicht in sein Vermögen verlieben wird.
Die Wahrheit aber kommt ans Licht, da sich Ralph kurzzeitig mit der Großfürstin Bolinsky einlässt, einer verführerischen Dame von Welt, die einen großen Männerhunger besitzt. Als Louisette annimmt, dass Ralph mit seiner neusten Eroberung nach Venedig aufgebrochen ist, verliert die junge Künstlerin alle Hoffnung. Louisette stürzt sich in selbstmörderischer Absicht vor einen Zug und lässt sich von diesem überrollen. Daraufhin eilt Herzbube Ralph an ihr Krankenbett und zeigt der Sterbenden, dass er ihr nicht untreu geworden ist.

## Produktionsnotizen
Quartier Latin entstand in Staaken (Studioaufnahmen) und in Paris (Außenaufnahmen). Der Film passierte am 29. Dezember 1928 die Zensur und wurde am 10. Mai 1929 in Berlins Ufa-Palast am Zoo uraufgeführt. Der Film besaß sieben Akte, verteilt auf 3053 Meter, und wurde mit Jugendverbot belegt.
Franz Schroedter entwarf die Filmbauten.

## Kritik
Paimann’s Filmlisten resümierte: „Ein Sujet, das sich nicht nur an die „Bohème“ anlehnt, sondern auch den Reiz der Murger‘schen Novellen besitzt, ist mit einer Reihe wirksamer, netter Einfälle apart inszeniert, die Stimmung des Pariser Künstler- und Studentenlebens geschickt eingefangen. (…) Die Darstellung ist durchaus sehr gut, ebenso die Photographie, auch die Aufmachung sehr schön.“